# Lupinus angustifolius

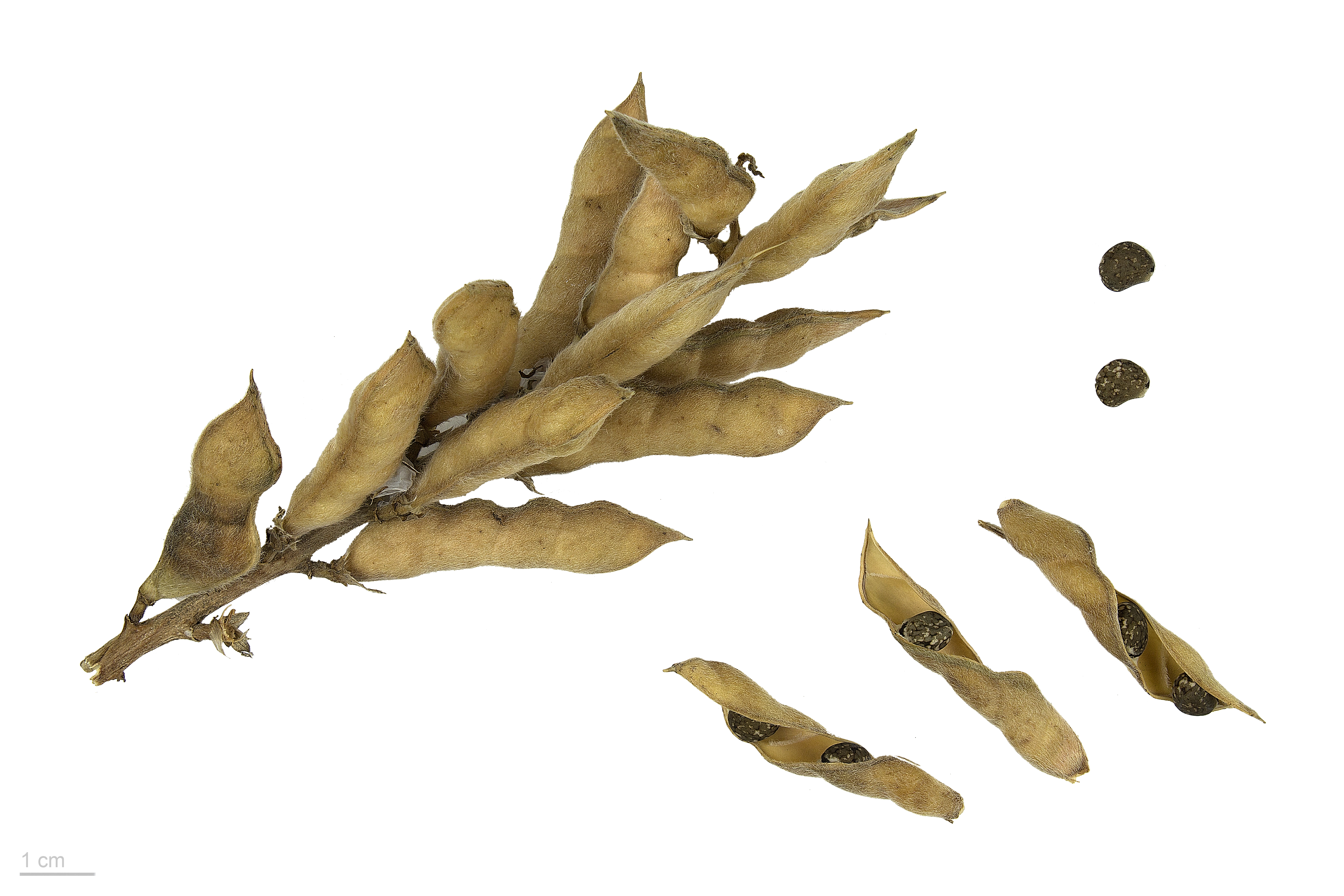
Lupinus angustifolius - MHNT

Lupinus angustifolius é uma espécie de planta com flor pertencente à família Fabaceae.
A autoridade científica da espécie é L., tendo sido publicada em Species Plantarum 2: 721. 1753.

## Portugal
Trata-se de uma espécie presente no território português, nomeadamente em Portugal Continental e no Arquipélago da Madeira.
Em termos de naturalidade é nativa de Portugal Continental de introduzida no Arquipélago da Madeira.

## Proteção
Não se encontra protegida por legislação portuguesa ou da Comunidade Europeia.